# Half Way Tree Gut
Half Way Tree Gut ist ein so genannter ghaut (gut), ein ephemeres Gewässer ähnlich einer Fiumara, auf St. Kitts, im karibischen Inselstaat St. Kitts und Nevis.

## Geographie
Der Fluss entspringt im Südwesten von St. Kitts, im Südhang des Mount Liamuiga. Er verläuft nach Süden und mündet nach kurzem Lauf bei Half Way Tree in das Karibische Meer, ganz in der Nähe zur Mündung des benachbarten Molines Gut im Norden und zum Church Gut im Südosten.